# 因戈

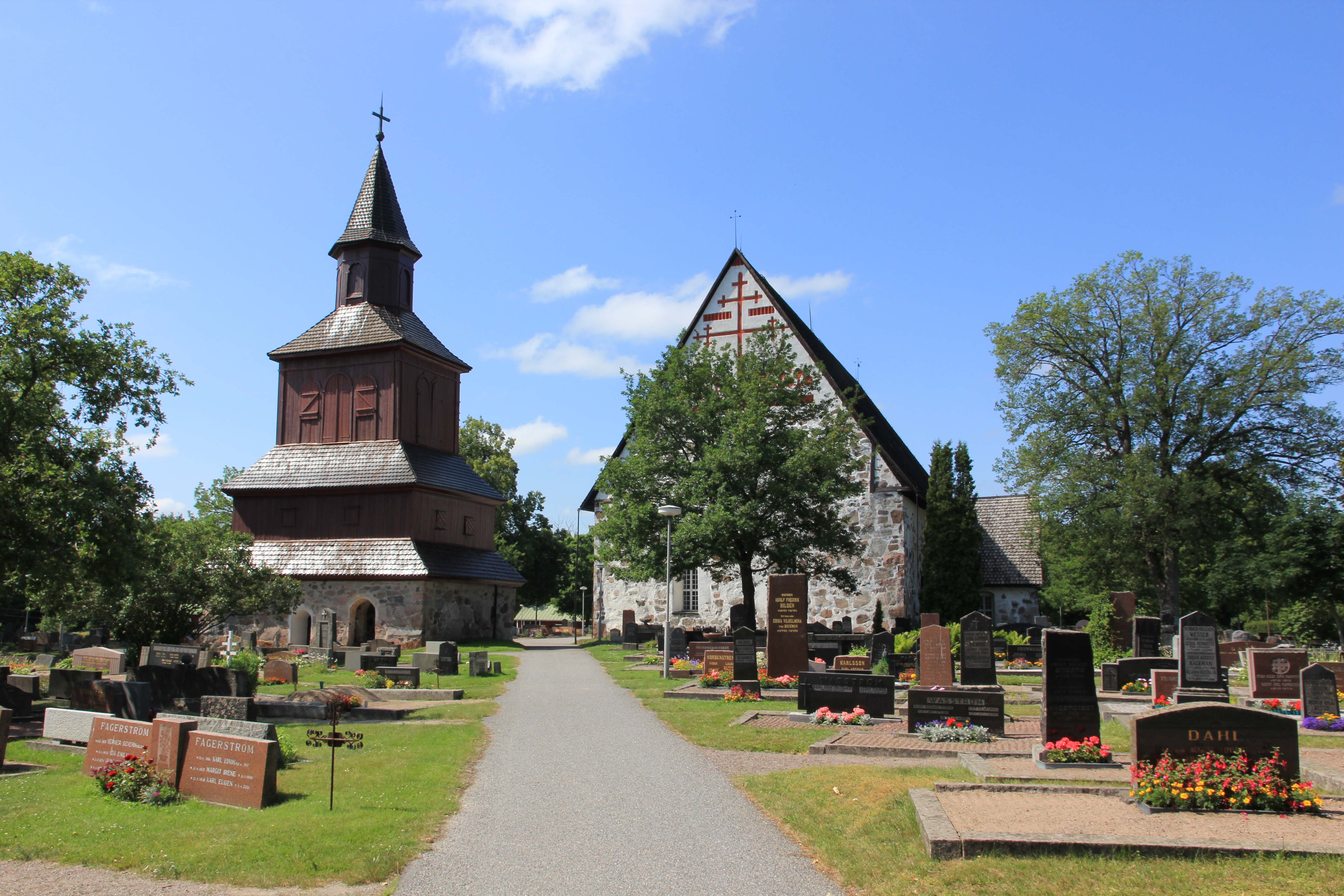
因戈教堂及钟楼

因戈（瑞典語：Ingå），又按芬兰语名译为因科，是芬蘭新地區的市鎮。位於該國南部，距離首都赫爾辛基55公里，面積954平方公里，2013年人口5,529，人口密度為每平方公里15.8人。

## 外部連結
- 官方网站  （瑞典文） （文） （英文）